# Mai Tai
Pour les articles homonymes, voir Mai (homonymie) et Tai.
Le Mai Tai (Maita'i, bon, excellent, le meilleur, en tahitien) est un cocktail de la culture Tiki et polynésienne, à base de rhum, curaçao, orgeat, et de jus de citron vert.

## Étymologie
« Maita'i » est un mot tahitien signifiant bon, excellent, ou le meilleur (sans rapport avec le thaï de Thaïlande). Son créateur Victor Jules Bergeron Jr dit l'avoir créé et fait goûter dans son restaurant à des amis de Tahiti, Ham et Carrie Guild, qui lui auraient alors dit en tahitien « Maita'i roa ae » (le meilleur du monde), et qu'il l'a alors nommé ainsi,.

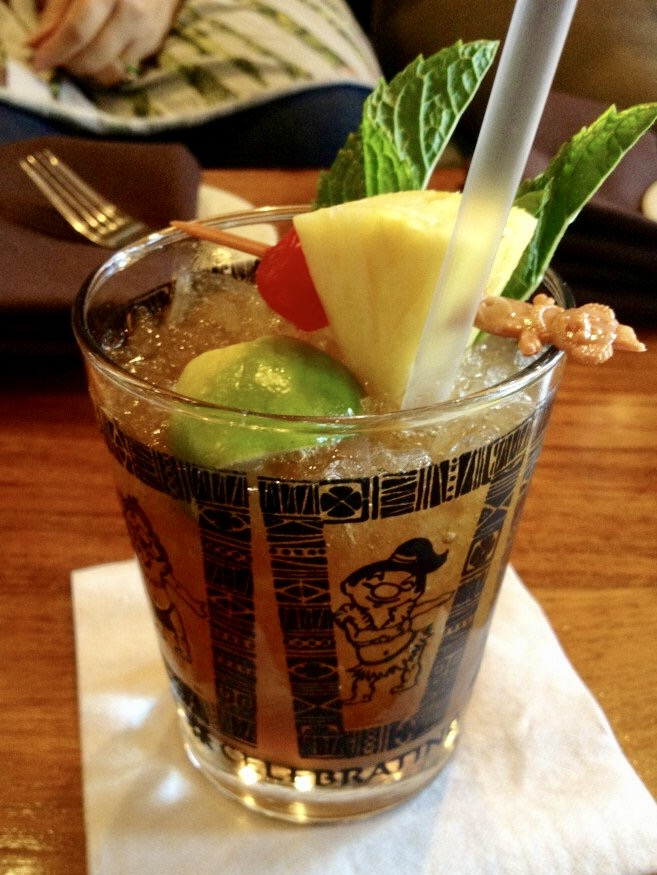
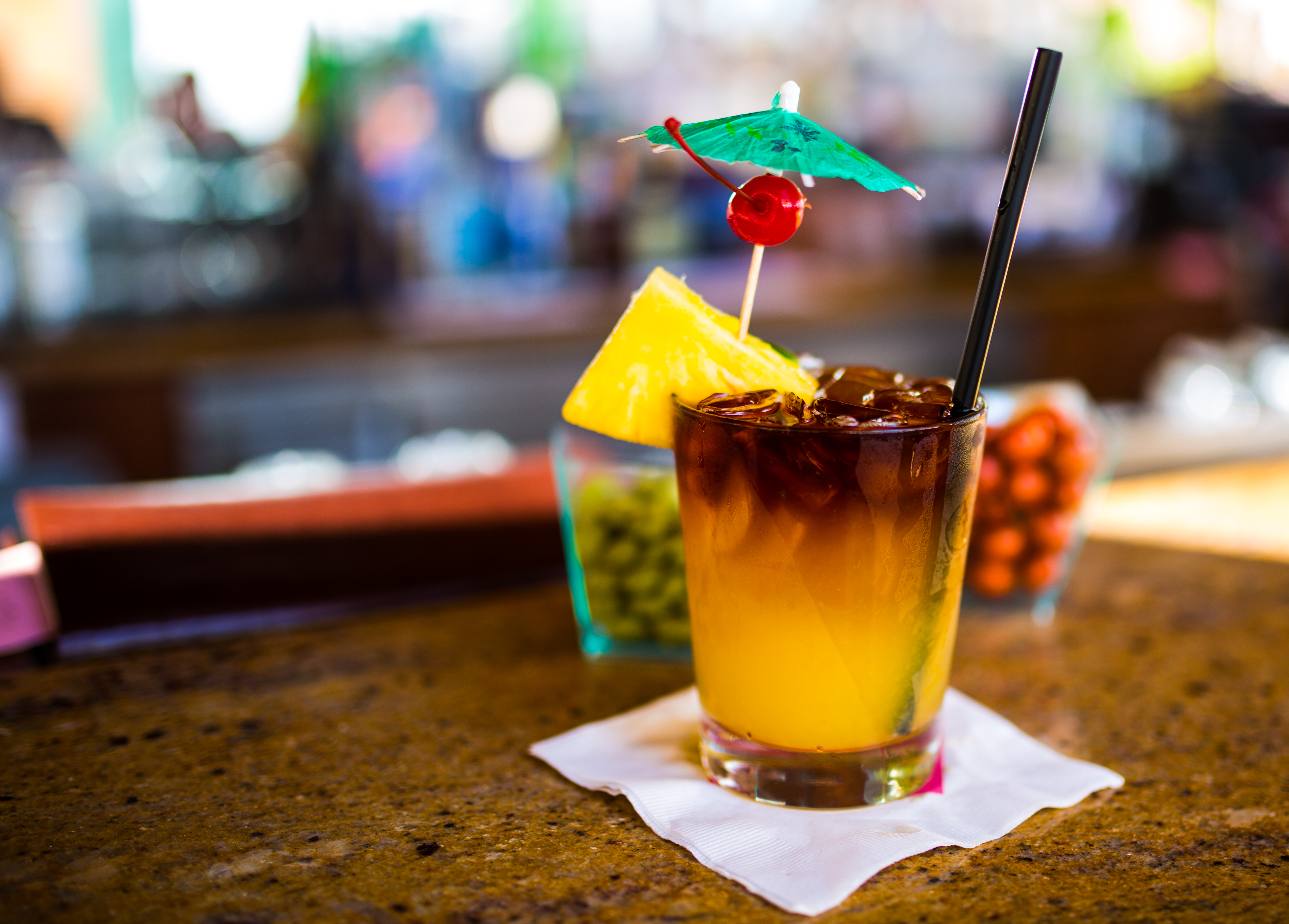
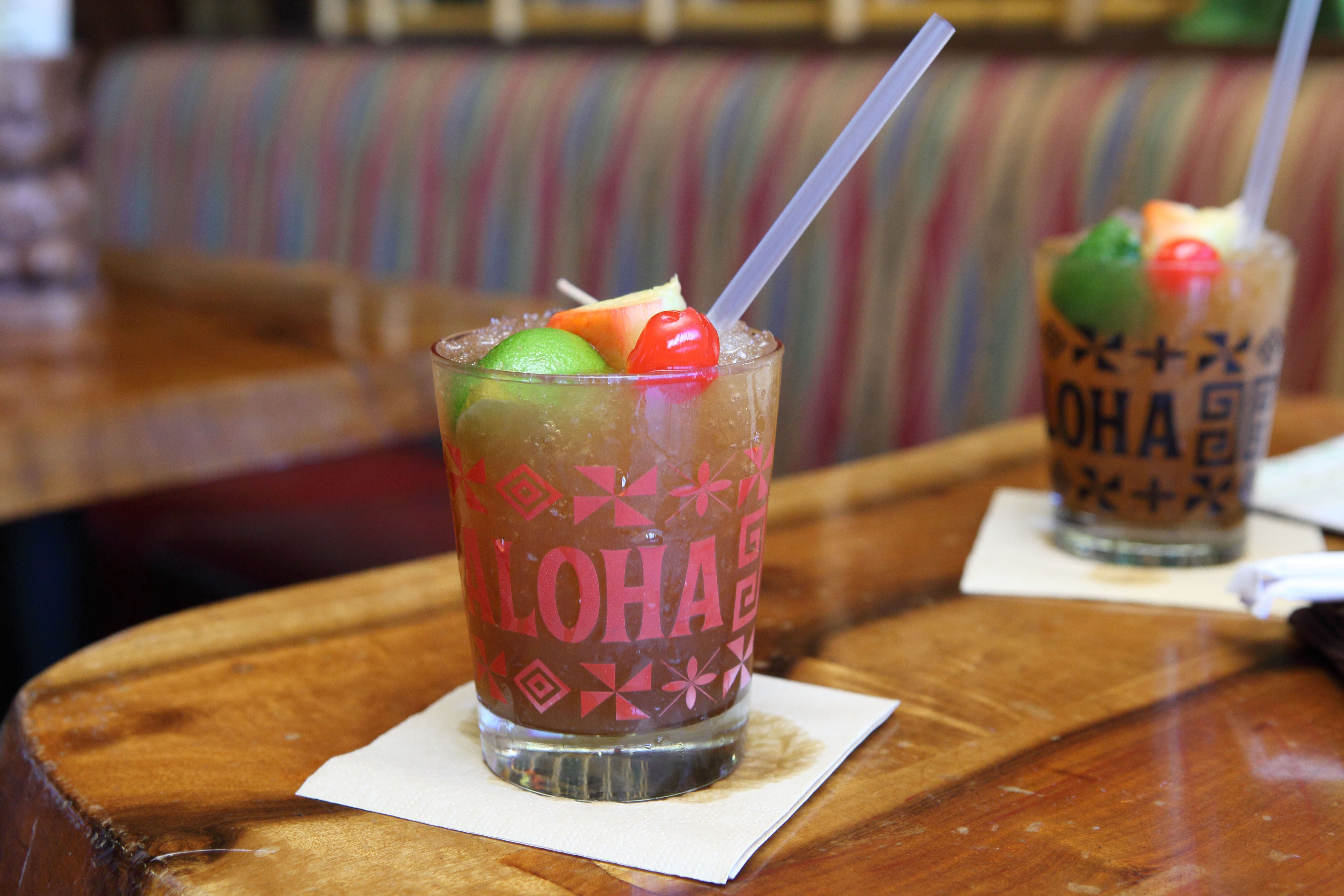
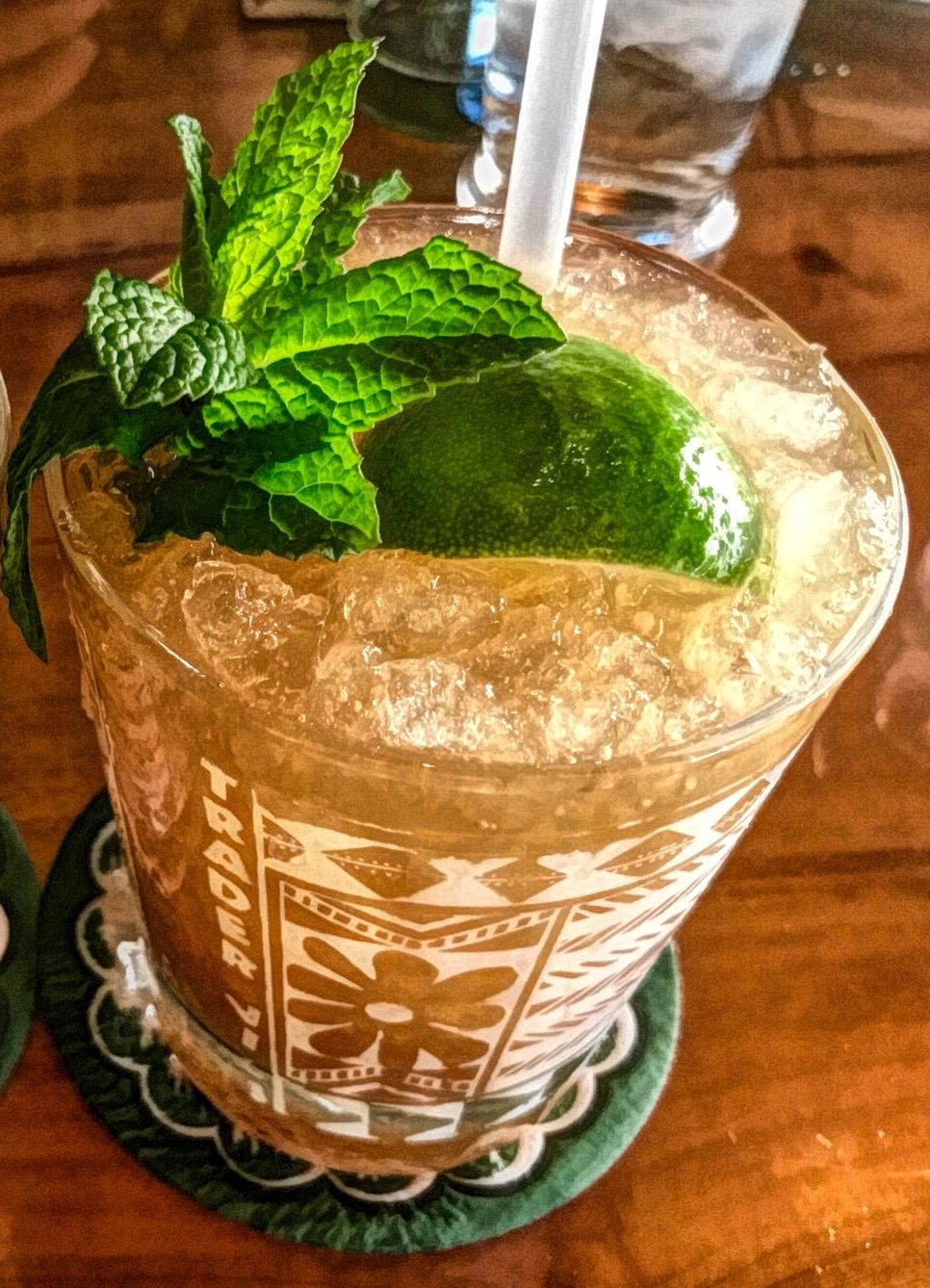

## Histoire
Ce cocktail aurait été inventé en 1944 par Victor Jules Bergeron Jr (1902-1984, surnommé Trader Vic) fondateur du restaurant-tiki bar (en) Hinky Dink (sur le thème de la culture Tiki de la culture polynésienne) à Oakland dans le baie de San Francisco en Californie, sur la côte Pacifique des États-Unis, puis d'une importante chaîne mondiale de bars-restaurants franchisés Trader Vic's (en). Le nom du cocktail est également revendiqué depuis 1933 (avec une recette semblable variante) par son concurrent Donn Beach (en) , fondateur du restaurant « Don the Beachcomber » d'Hollywood à Los Angeles. Elvis Presley participe à son succès mondial en le consommant dans son film musical Sous le ciel bleu de Hawaï en 1961.

## Préparation

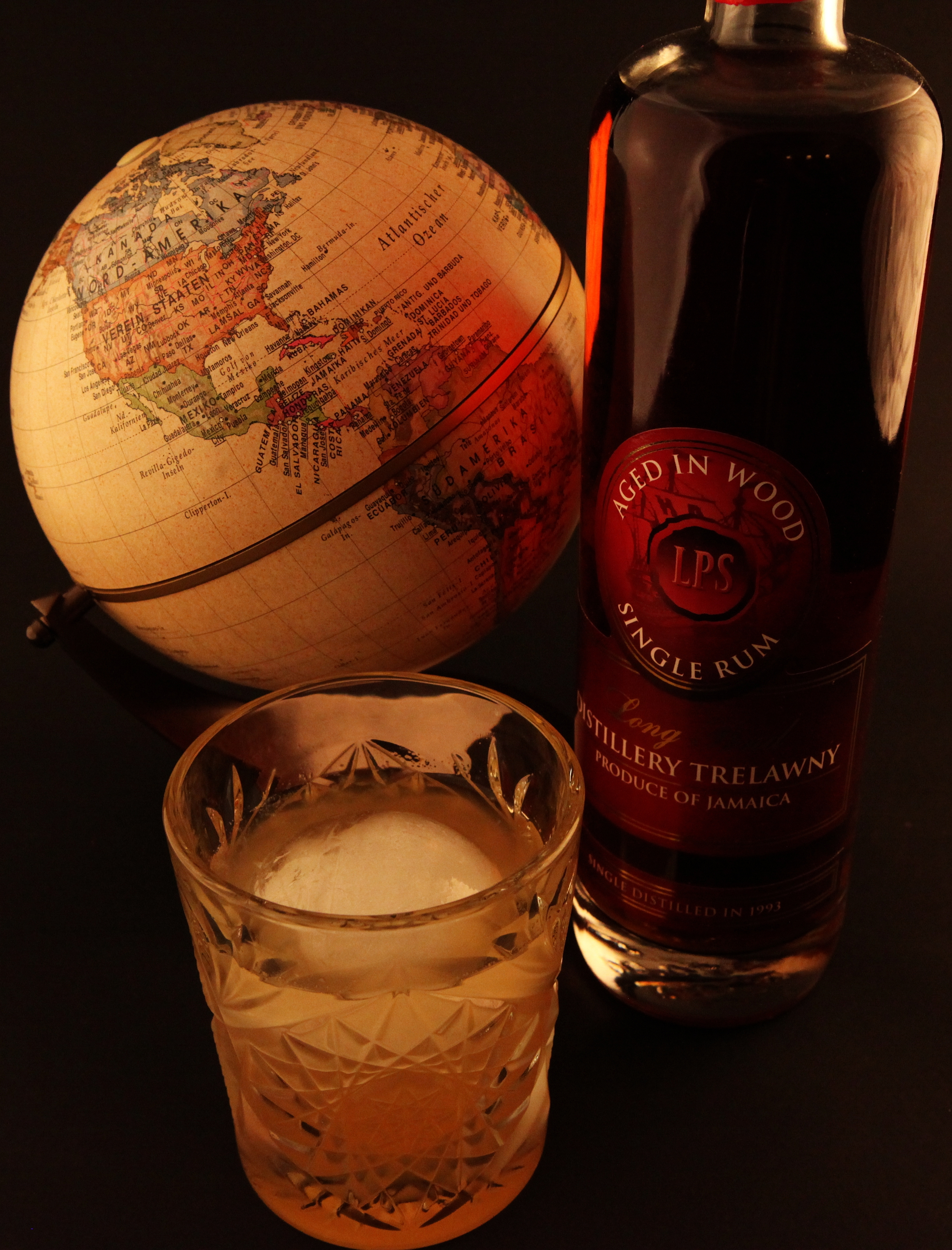

Ce cocktail se prépare à base d'un mélange de rhum blanc, de vieux rhum ambré, de curaçao, d'orgeat, de sirop de sucre candi, et de jus de citron vert. Le tout est mélangé avec de la glace pilée au mixeur ou au shaker, puis servi dans un verre tumbler sur de la glace (on the rocks) avec une paille, des feuilles de menthe fraîche, une tranche d'ananas ou une rondelle de citron vert pour la décoration :
- 3 cl de rhum blanc
- 3 cl de vieux rhum ambré
- 1,5 cl de curaçao (Grand Marnier par exemple)
- 1 cl de sirop de sucre candi (ou de sirop de canne)
- 3 cl de jus de citron vert
- 1,5 cl de sirop d'orgeat

La recette Trader Vic's (en) originale était réalisée avec 2 mesures de vieux rhum jamaïcain J. Wray and Nephew Ltd. (en) de 17 ans d'âge, 1/2 mesure de curaçao, 1/2 mesure d'orgeat, 1/4 mesure de sirop de sucre candi. Par la suite, quand le 17 ans d'âge a été épuisé, Trader Vic l'a préparé au 15 ans d'âge.
Selon Martin Cate, spécialiste américain du tiki, Trader Vic l'a ensuite préparé avec un blend de rhums jamaïcains et de rhums de la Martinique. Mais d'après une description du Trader, qui décrit son rhum martiniquais comme ayant la couleur du café, Cate émet l'hypothèse que le rhum en question serait du Negrita (en).

## Quelques variantes
Le Mai Tai original est décliné sous de nombreuses variantes, souvent décorées avec des fleurs et fruits exotiques tropicaux.
- Between the Sheets
- Blue Hawaii
- Ocean breeze
- Navy Grog (en)
- Zombie (cocktail)

## Au cinéma
- 1961 : Sous le ciel bleu de Hawaï, film musical de Norman Taurog, avec Elvis Presley (servis dans des réceptions familiales par les parents d'Elvis à Hawaï).

- 2022 : American Horror Story, dans la saison 11 de la série, ce cocktail permet au serial killer de repérer ses victimes.